# Tomáš Paprstka
Tomáš Paprstka (Vsetín, 1 maart 1992) is een Tsjechisch veldrijder en mountainbiker.
Paprstka werd in 2010 wereldkampioen veldrijden bij de juniors. In het seizoen 2012-2013 stapte hij over naar de elite. Zijn grootste overwinning als professioneel veldrijder is het eindklassement van de TOI TOI Cup 2015-2016.

## Palmares
| Seizoen   | Wereldbeker | TOI TOI Cup                   | WK  | EK  | TK     | Overige    | Totaal aantal zeges |
| --------- | ----------- | ----------------------------- | --- | --- | ------ | ---------- | ------------------- |
| 2010-2011 |             |                               | NVT | NVT | 7e     |            | 0                   |
| 2011-2012 |             |                               | NVT | NVT | 11e    |            | 0                   |
| 2012-2013 |             | Louny                         | NVT | NVT | 5e     |            | 1                   |
| 2013-2014 |             | Milovice, Kolin               | NVT | NVT | 5e     |            | 0                   |
| 2014-2015 |             |                               | 18e | NVT | 8e     |            | 0                   |
| 2015-2016 |             | Hlinsko, Milovice, Hole Vrchy | DNS | 28e | 4e     | Podbrezová | 4                   |
| 2016-2017 |             | Mladá Boleslav, Holé Vrchy    | 26e | DNS | Zilver |            | 2                   |
| 2017-2018 |             | Jabkenice                     |     |     |        | Rakova     | 2                   |